# Thymbra capitata
Espèce
Synonymes
- Coridothymus capitatus (L.) Rchb.f.[2]
- Origanum capitatum (L.) Kuntze[2]
- Satureja capitata L.[2]
- Thymbra cephalota (L.) Desv.[2]
- Thymus capitatus (L.) Hoffmanns. & Link[2]

Thymbra capitata est une espèce de plantes à fleurs de la famille des Lamiacées. C'est une plante buissonnante méditerranéenne.

## Description
Thymbra capitata une espèce arbustive vivace, d'environ 20-30 cm de haut, intensément aromatique. Il possède une tige ligneuse à l'écorce blanchâtre et des branches couvertes de poils épais.
Ses feuilles sont petites, sessiles, révolues sur les bords, de couleur gris-vert. 
Ses fleurs sont petites et tubulaires, de couleur blanche à rose-pourpre, regroupées en inflorescences. La partie supérieure du calice est généralement plate.